# Lunarsea
Lunarsea ist eine italienische Melodic-Death-Metal-Band aus Rom, die 2003 gegründet wurde.

## Geschichte
Die Band wurde im Jahr 2003 aus dem Zerfall der Gruppe Hollowearth von dem Gitarristen und Keyboarder Fabiano Romagnoli und dem Bassisten und Sänger Cristian Antolini gegründet. Im selben Jahr erschien mit Evolution Plan.txt ein erstes Demo, dem sich 2004 unter dem Namen Bio Ashes Halo ein zweites anschloss. 2006 erschien bei dem griechischen Label Burning Star Records das Debütalbum Hydrodynamic Wave. Bis zu diesem Zeitpunkt hatte die Band noch kein Konzert abgehalten. Dies änderte sich erst mit einer Tour durch Griechenland, die sich nach der Veröffentlichung des Albums anschloss. Dabei war die Gruppe auch auf dem Metal Healing Festival in Xanthi zu sehen. 2007 nahm sie am Gods of Metal Festival teil und veröffentlichte im selben Jahr ihr erstes offizielles Musikvideo, das zum Lied Beside the Driver erstellt wurde. Im folgenden Jahr begannen die Arbeiten zum nächsten Album Route Code Selector, das 2009 bei Punishment 18 Records veröffentlicht wurde. Außerdem erschien ein zweites Musikvideo, dieses Mal für Metamorphine. Zwischen 2009 und 2011 verstärkte die Band ihre Live-Aktivität und spielte 80 Auftritte in Ländern wie Griechenland, Slowenien, Deutschland, Tschechien, Ungarn und Italien. Dabei spielte sie unter anderem zusammen mit Rage, Insomnium, Orphaned Land, Obscura, Darkane, Dark Tranquillity, Nargaroth, Ektomorf, Sinister, Leaves’ Eyes, Aborted, Dark Funeral, Asphyx, Primal Fear, The Haunted, Septic Flesh und Firewind. Lunarsea gewann einen Wettbewerb, der von Century Media veranstaltet wurde, wodurch sie im Oktober 2010 in Bologna und Rom auf der Where Death Is Most Alive Tour als Vorgruppe für Dark Tranquillity und Insomnium spielen konnte. Im selben Jahr erschien die erste inoffizielle DVD, deren Inhalt 2009 auf dem Nihil Extreme Festival in Mailand aufgenommen wurde. 2012 begannen die Arbeiten zum dritten Album, während der Vertrag mit Punishment 18 Records verlängert wurde. Dadurch gewann das Label die Rechte am ersten Album, zudem veröffentlichte es die ersten beiden Alben erneut. Die Wiederveröffentlichungen wurden sowohl in Europa als auch erstmals in Amerika vertrieben. Im Mai 2013 folgte das dritte Album Hundred Light Years, das zehn Songs enthält. Hierin sind der Sänger und Violinist Tim Charles von Ne Obliviscaris, der Keyboarder Emanuele Casali und der deutsche Pianist Martin Minor als Gäste zu hören. Produziert wurde das Album von dem ebenfalls aus Deutschland stammenden Tom Nitfield. Das Album war, wie die vorherigen Alben, in den Outer Sound Studios mit Giuseppe Orlando aufgenommen worden, woraufhin es von Jens Brogen bei Fascination Street in Schweden gemastert worden war. Die Zusammenarbeit mit Minor und Casali behielt die Band auch für das nächste Album, Earthling/Terrestre (2019) bei. Außerdem sind auf dem Album Valentina Gargano mit zusätzlichen Gesangsparts und Dario Tartagni als Keyboardspieler zu hören. Die Aufnahmen leitete wie zuvor Giuseppe Orlando, das Mastering übernahm Mikka Jussila von den Finnvox Studios in Finnland.

## Stil
ein_Wigrid von schwermetall.ch ordnete Hydrodynamic Wave dem Melodic Death Metal zu. Allerdings könne man die Gruppe nicht mit Bands wie In Flames vergleichen, vielmehr fühlte er sich eher an Children of Bodom erinnert, deren Stil er als „extremen Power Metal“ bezeichnete. Vor allem die „hochtechnischen, gefiedelten Soli“ würden Gedanken an diese Band aufkommen lassen. Zudem verwende Lunarsea gelegentlich Klargesang, den er als zu poppig empfand, und meinte, dass dies Fans von Soilwork wahrscheinlich besser gefalle. Reini von stormbringer.at klassifizierte die Musik auf Route Code Selector ebenfalls als Melodic Death Metal, der vor allem durch die Göteborger Schule beeinflusst worden sei. Die Lieder seien geprägt durch Kitsch und Pathos. Musikalisch fielen ihm vor allem der Klargesang und die Keyboardklänge auf.

## Diskografie
- 2003: Evolution Plan.txt (Demo, Eigenveröffentlichung)
- 2004: Bio Ashes Halo (Demo, Eigenveröffentlichung)
- 2006: Hydrodynamic Wave (Album, Burning Star Records)
- 2009: Route Code Selector (Album, Punishment 18 Records)
- 2013: Hundred Light Years (Album, Punishment 18 Records)
- 2019: Earthling/Terrestre (Album, Punishment 18 Records)